# Сергей, Ларьон
Ларьон Сергей (рум. Larion Serghei; 11 марта 1952) — румынский гребец-байдарочник, выступал за сборную Румынии в середине 1970-х годов. Бронзовый призёр летних Олимпийских игр в Монреале, бронзовый и серебряный призёр чемпионатов мира, победитель многих регат национального и международного значения.

## Биография
Ларьон Сергей родился 11 марта 1952 года.
Первого серьёзного успеха на взрослом международном уровне добился в 1975 году, когда попал в основной состав румынской национальной сборной и побывал на чемпионате мира в югославском Белграде, откуда привёз награды бронзового и серебряного достоинства, выигранные в зачёте двухместных байдарок на дистанциях 500 и 1000 метров соответственно.
Благодаря череде удачных выступлений удостоился права защищать честь страны на летних Олимпийских играх 1976 года в Монреале — в двухместных байдарках вместе с напарником Поликарпом Малыхиным завоевал бронзовую медаль в полукилометровой программе, уступив в решающем заезде только экипажам из ГДР и СССР. Кроме того, они с Малыхиным стартовали и на километре, но здесь финишировали в финале лишь седьмыми.
Вскоре после окончания Олимпиады Ларьон Сергей принял решение завершить спортивную карьеру, уступив место в сборной молодым румынским гребцам.